# Pavo trufado
El Pavo trufado es un fiambre en forma de embutido que se saboriza con trufa (Tuber). Se elabora con carne de pavo picada (suele llevar igualmente carne de cerdo picada) que se ha trufado, es decir saborizado con trufa, operación que se realiza previamente dos o tres días antes de ser servir. En la actualidad puede encontrarse en cualquier charcutería. Suele servirse cortada en rodajas y decorado con huevo hilado.

## Elaboración
Existen dos formas de ser realizada. Para el realizar proceso de trufado se cortan las trufas necesarias en pedazos gruesos o delgados, y tras haberlas lavado varias veces, se secan con un paño y se cuecen en un medio graso, como por ejemplo: mantequilla, manteca, aceite, trozos de tocino. Esta mezcla caliente rellena el interior de un pavo limpiado previamente. Así relleno, se cose y se dedica a madurar en un sitio fresco.
Otra variante de pavo trufado incluye magro de cerdo que se mezcla con la carne de pavo y se escalda en presencia de verdura como apio, cebolla o zanahoria, para ser finalmente embutida la mezcla picada en la piel de pavo restante. De su elaboración surge un consomé que suele servirse los días festivos.